# 哈維山 (利馬-帕斯科)
10°51′09″S 76°35′14″W / 10.85250°S 76.58722°W
哈維山（Qawi），是秘魯的山峰，位於該國中南部利馬大區和帕斯科大區，由聖萊昂諾爾區、奧永區和瓦伊利艾區負責管轄，屬於安地斯山脈的一部分，海拔高度5,100米。